# Santa Maria in Aracoeli

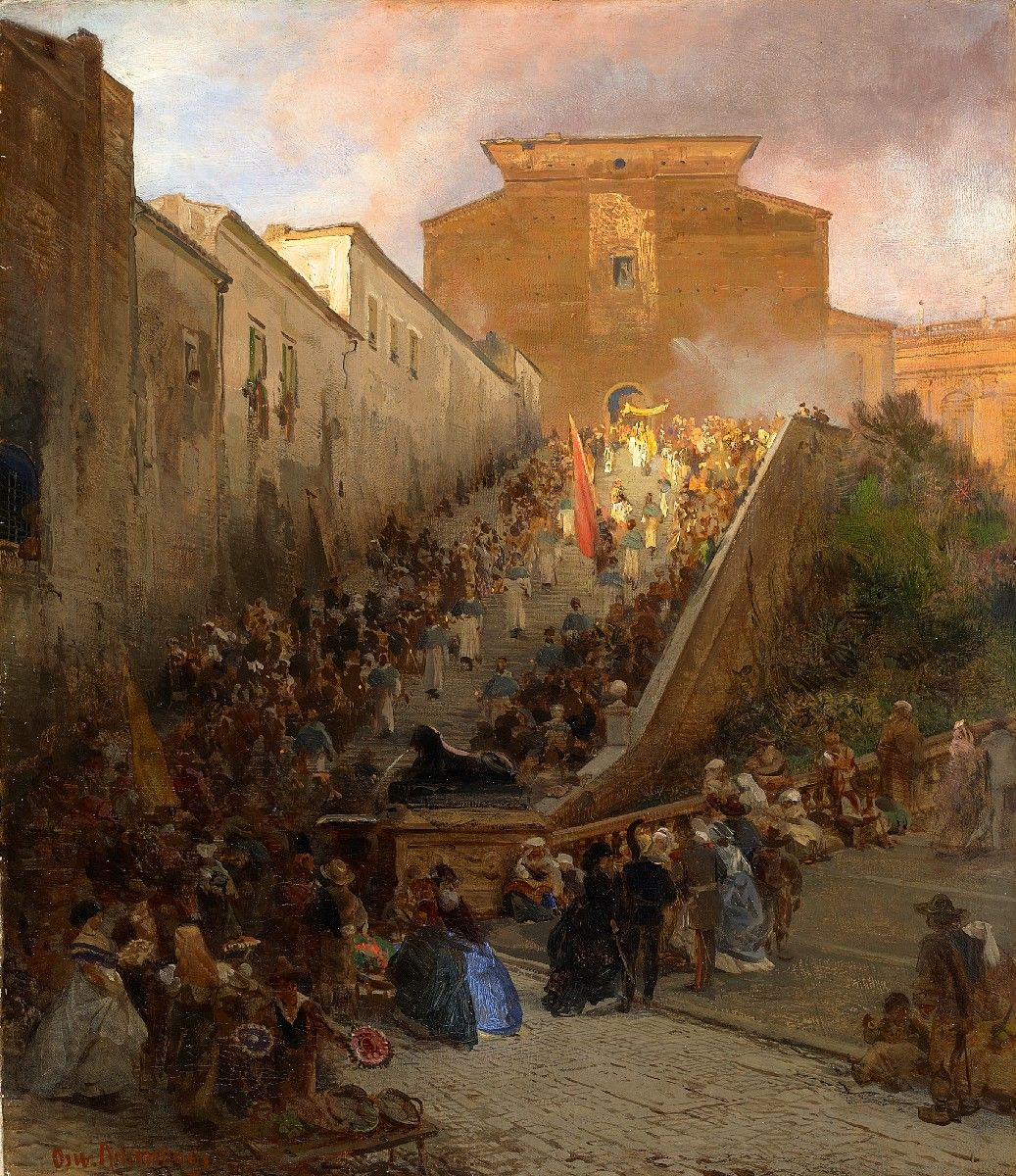
Pintura d'Oswald Achenbach (1827-1905), representant una processió pujant l'escala de Santa Maria in Aracoeli.

La basílica de Santa Maria in Aracoeli és una església catòlica situada al turó Capitolí de la ciutat de Roma. El nom es podria traduir per «Santa Maria que té un altar als cels». Per pujar des del carrer hi ha una llarguíssima escala de pedra que té el mateix nom.

## Orígens
Anteriorment en l'espai que ocupa aquesta església hi va haver un temple dedicat a la deessa Juno i una seca. Al jardí que envolta l'església es va trobar l'antefixa del cap d'una estàtua femenina del segle v aC, que probablement devia pertànyer a una imatge fins i tot anterior a la construcció del temple pagà (del 343 aC).

## El nom
El nom original era Santa Maria in Capitolio i l'església formava part d'un monestir construït al segle vi, el qual es va incendiar.
El nom actual apareix per primera vegada en un document del 1323 i devia ser un recull de la parla popular. Sobre la creació del temple hi ha una llegenda, narrada al llibre Mirabilia Urbis Romae, segons la qual es va triar aquest lloc perquè es deia que allà l'emperador August va tenir una visió d'una dona amb un nen als braços mentre sentia una veu que deia: «Aquesta és l'ara (la pedra de l'altar) del fill de Déu.» Aquesta història està també narrada a la Llegenda àuria.
La construcció va començar molt més tard, ja que August no va tenir creences cristianes, però el nom de la llegenda va quedar en el nom de la basílica.

## Primers anys
El papa Innocenci IV va concedir l'any 1250 les restes de l'antic monestir i església als frares franciscans els quals van començar la reconstrucció donant preferència a l'església. Amb ells l'orientació de la planta es va modificar: En un principi havia estat de cara al palau senatorial i al fòrum, ara guaita cap a l'església de sant Pere i el Camp de Mart. El 1348 a petició popular i demanant a la mare de Déu protecció davant la pandèmia de pesta negra que en aquells moment assotava Europa, es va construir l'escala sel mateix nom. Per la construcció d'aquesta escala es va fer servir marbre procedent del temple de Serapis al turó Quirinal. Va ser inaugurada pel tribú Cola di Rienzo.

## Característiques

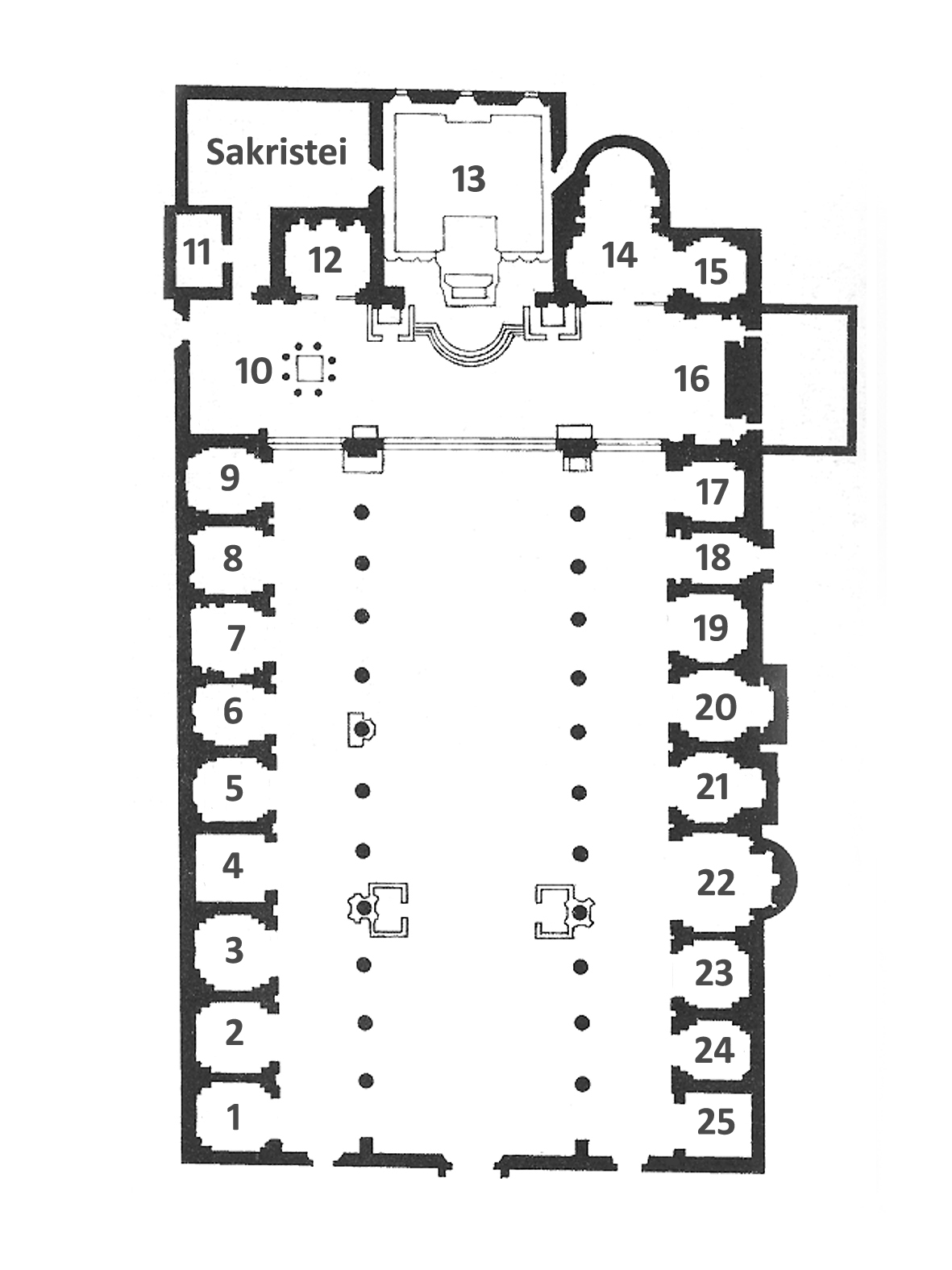
Planta de l'església

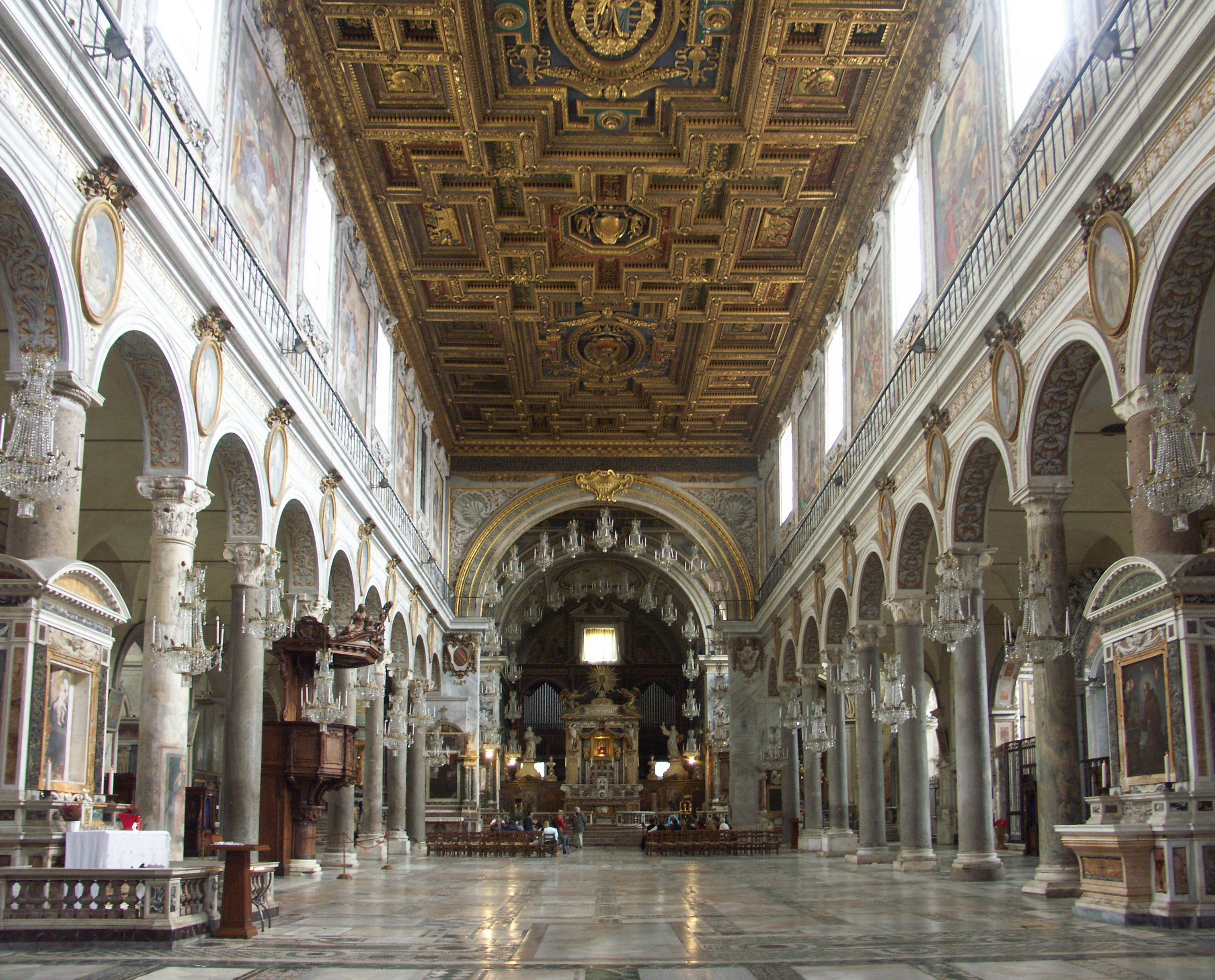
La nau central

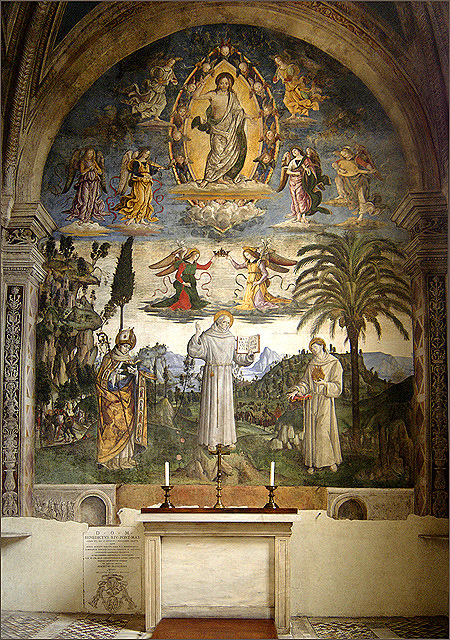
Capella de Sant Bernardino, amb una pintura al fresc de (Pinturicchio, 1486)

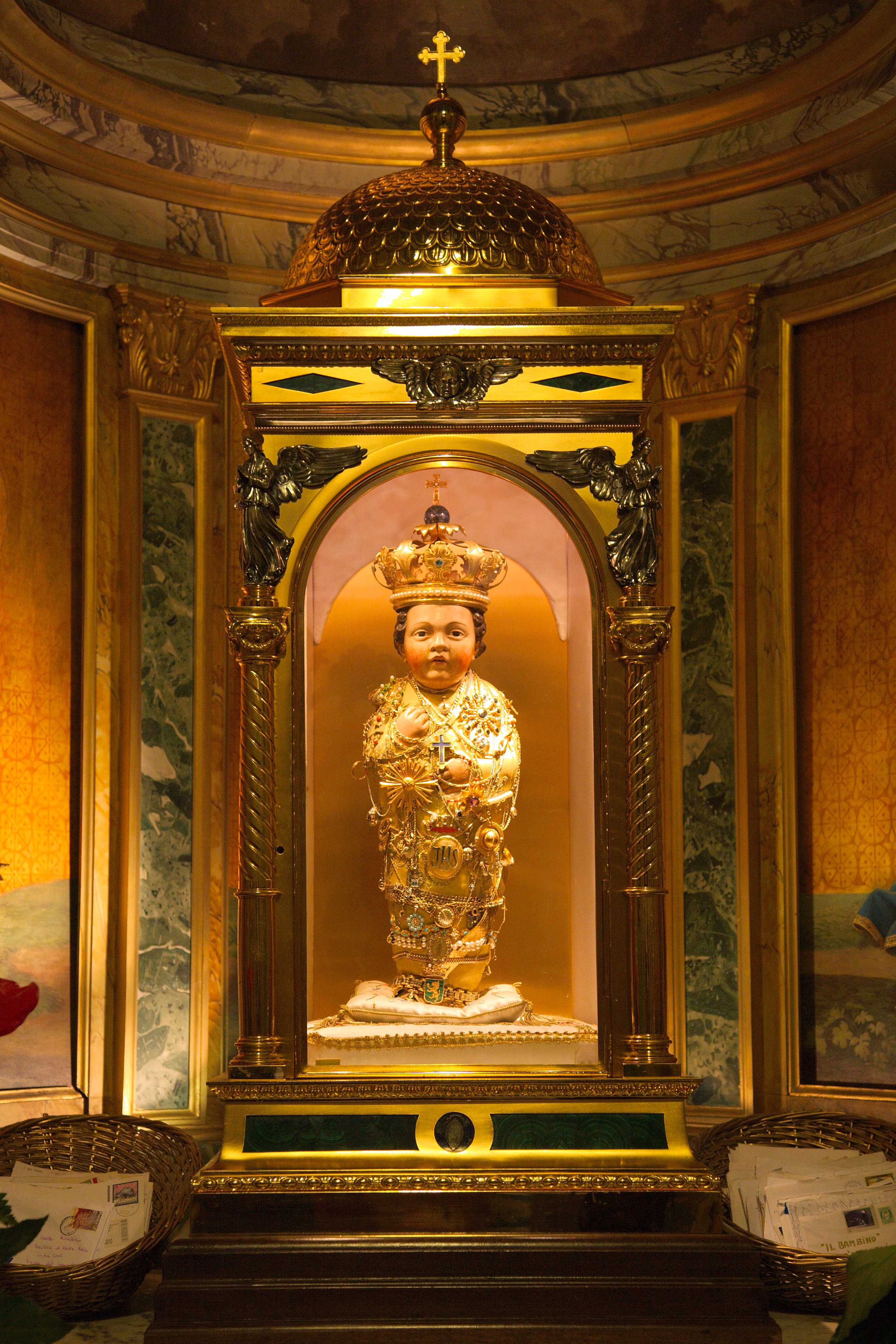
El Bambinello dell'Aracoeli (còpia posterior al 1994)

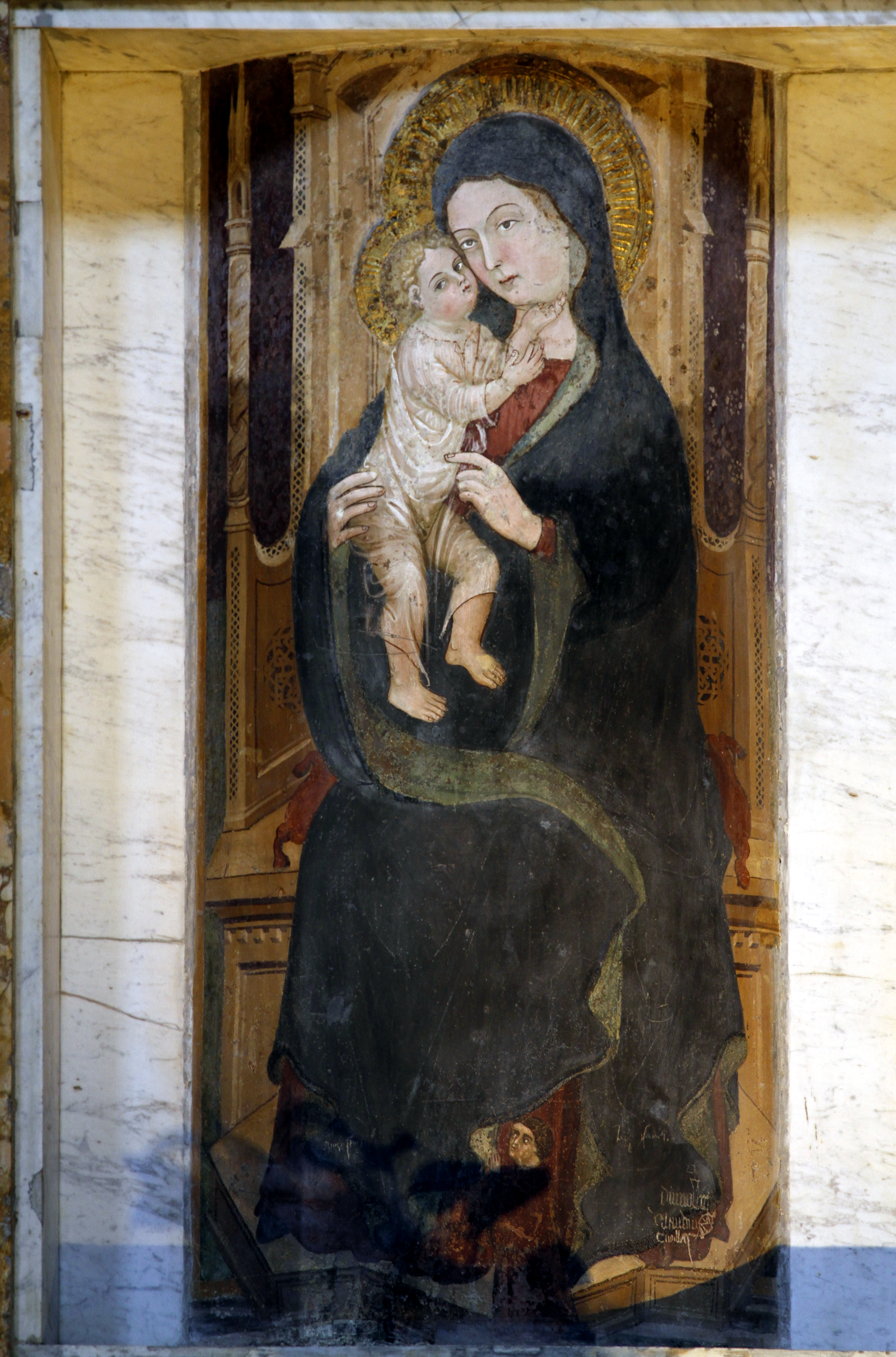
La Madonna della Colonna

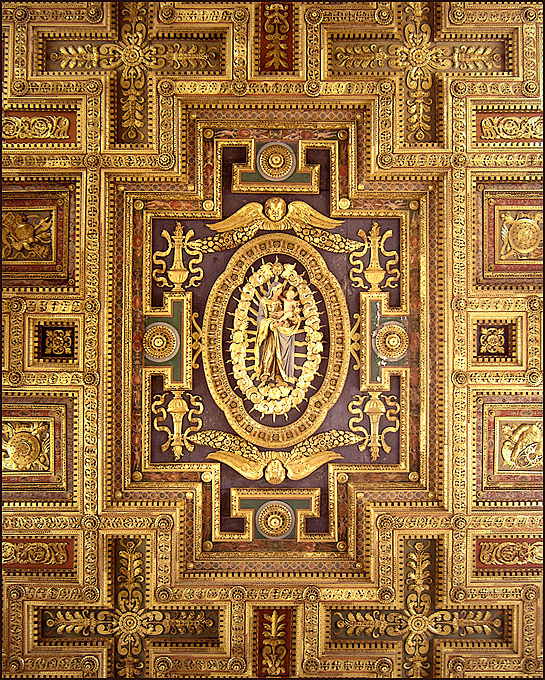
Sostre

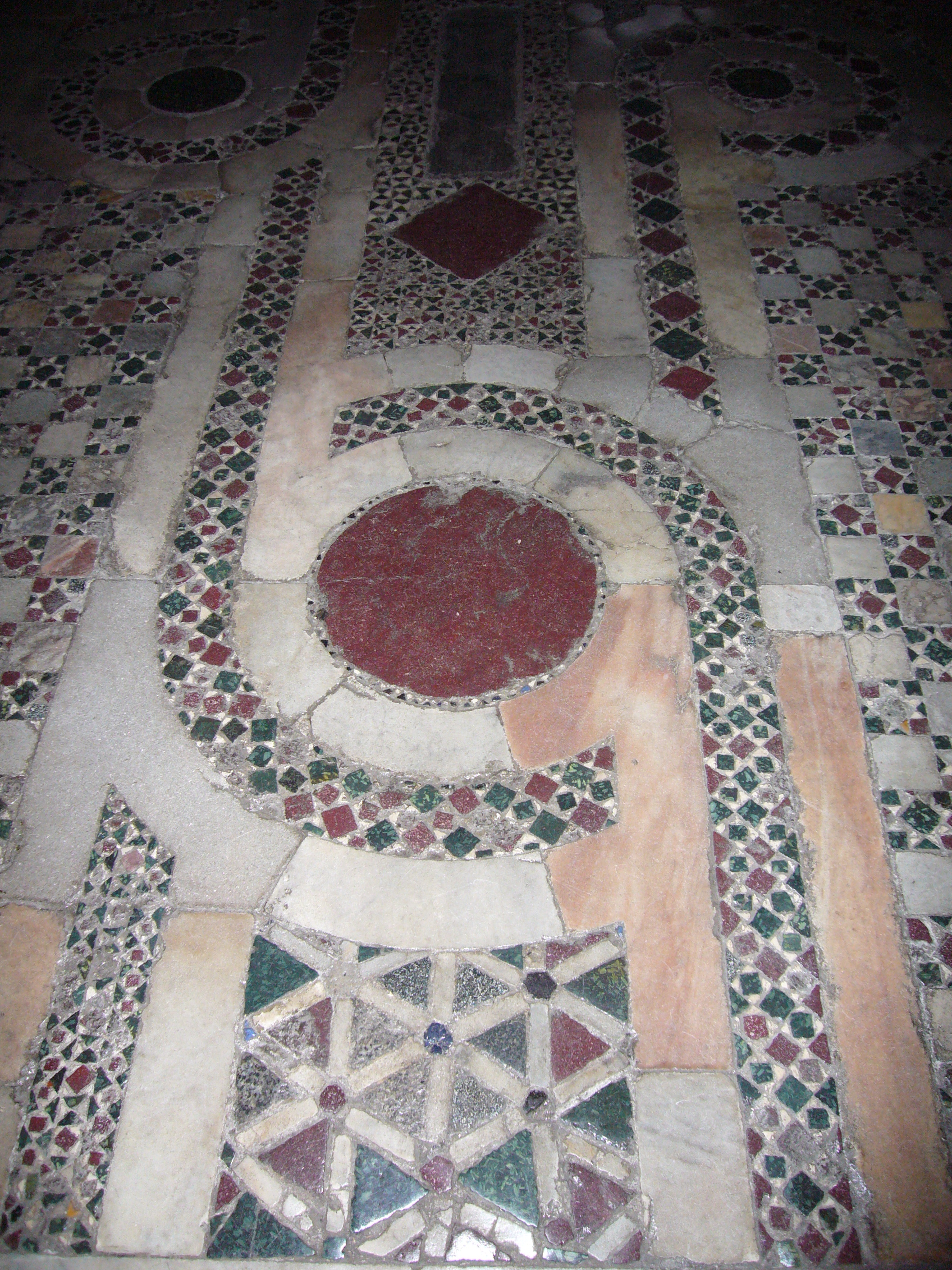
Pavimentació d'estil cosmatesc al transsepte.

L'església era de planta basilical. L'espai està distribuït en tres naus, separades per arcs de mig punt. Els franciscans li van afegir un petit creuer i tres absis.
Malgrat l'aspecte senzill des de l'exterior, l'interior és de gran esplendor i conté moltes obres d'art a les capelles. Es va construir amb material de reciclatge i materials nobles procedents d'altres edificis antics. La tercera columna de l'esquerra porta una inscripció que la identifica com a pertanyent al dormitori del cèsar August.

### Monuments fúnebres
L'església conté alguns monuments fúnebres:
- El del cardenal Louis d'Albret, obra d'Andrea Bregno del 1465.
- La de l'arxidiaca d'Aquileia Giovanni Crivelli, obra de Donatello del 1433.
- La tomba del cardenal Matteo d'Acquasparta (mort el 1302), ambaixador de Bonifaci VIII; el monument és obra de Giovanni di Cosma.
- El de Arnolfo di Cambio, de finals del s.XIII.
- La tomba de Cecchino Bracci (mort el 1545), obra de Michelangelo Buonarroti.
- La tomba de Pietro Manzi, bisbe de Cesena, obra d'Andrea Sansovino del 1504.

### Les capelles
Les diverses capelles són:
- Nau esquerra
  - Capella 1 - Dedicada a la Immaculada Concepció, donació del papa Pau III Farnese a Gregori Serlupi, amb una pintura al fresc atribuïda a Francesco Pichi, de meitat del s. XVI.
  - Capella 2 - Del Pessebre, construïda a la segona meitat de s. XVI però modificada per les obres del Monument a Víctor Manuel II.[7] Les figures van ser donació del duc Grazioli el 1863.
  - Capella 3 - De Sant Antoni de Pàdua, sota el patronatge dels Albertoni (família a la qual pertanyia la beata Ludovica Albertoni).
  - Capella 4 - De Santa Anna, amb pintures del s.XIX.
  - Capella 5 - De Sant Pau, sota el patronatge de la família Della Valle, amb pintures de Pomarancio.
  - Capella 6 - De l'Ascensió, restaurada per voluntat de Victòria Orsini Frangipani, esposa de Camillo Pardo Orsini.
  - Capella 7 - De Sant Miquel arcàngel, que ha passat per diversos propietaris; els darrers eren els Marini Clarelli que van reutilitzar les tombes que hi havia i van enviar els retrats al Palazzo Braschi.[8]
  - Capella 8 - De Santa Margarida de Cortona; amb dues pintures de Marco Benefial del 1732.
  - Capella 9 - De la Verge de Loreto. Tenia un mosaic del s.XII que va ser transferit al Palazzo Colonna.

- Transsepte
  - 10: Altar a l'esquerra del púlpit dedicat a Santa Helena, decorat al segle xix.
  - 11 - Capella del Nen Jesús.
  - 12 - Capella de Sant Gregori Magne, amb una pintura de Vincenzo Milione (1771).
  - 13 - Altar major: Amb una icona romana d'Orient del segle xi.
  - 14 - Altar del Sagrament

- Nau dreta
  - Capella 15 - De santa Rosa de Viterbo.
  - Capella 16 - De sant Francesc d'Assís.
  - Capella 17 - De sant Pasqual Baylón, amb una pintura al fresc atribuïda a Pietro Cavallini i a Jacopo Torriti.
  - 18 - Per on s'entrava antigament des de la plaça del Capitoli i on es troben les escultures de Buonaroti i Sansovino.
  - Capella 19 - Dels sants Llorenç màrtir i Dídac d'Alcalà.
  - Capella 20 - De sant Pere d'Alcàntara.
  - Capella 21 - De sant Mateu
  - Capella 22 - De la Creu
  - Capella 23 - De sant Jeroni
  - Capella 24 - De la Pietà, obra principal de Marco Pino da Siena del segle xvi i pintures als laterals de Pomarancio.
  - Capella 25 - De sant Bernadí de Siena, dita Capella Bufalini, pel nom del qui la va encomanar per celebrar la pau entre la seva família i els Baglioni de Perusa. Conté una pintura de Pinturicchio del 1485.

### Els orgues
El 1583 va tenir un orgue de tubs obra de Dario de Mezzana per encàrrec del papa Sixt V. Aquest orgue va ser retirat el 1692 i probablement era a la paret de fons del transsepte esquerre. El 1850, en ocasió del Jubileu, els germans Martinelli Fratta de Perusa es van encarregar de construir un nou orgue, que es va inaugurar el 22 febrer 1848. L'instrument va ser ampliat per Henry Priori el 1863, que hi va afegir un tercer teclat que va transformar en octaves cromàtiques l'escala existent. Es va tornar a restaurar amb ocasió del Jubileu del 1900, però va ser retirat el 1926 i al seu lloc se'n va instal·lar un de nou, encarregat a l'empresa Cream Taburini. És l'instrument que serveix actualment (2011), té tres teclats de 61 tecles cadascun i una pedalera de 32 notes.
Hi ha un segon orgue a la capella dedicada a la Immaculada Concepció, construït el 1725 per Johannes Conrad Werle amb 45 tecles.

## Esdeveniments històrics
Mentre la Basílica de Sant Joan del Laterà i la de Sant Pere del Vaticà s'identificaven amb el papa i el poder eclesiàstic, la de Santa Maria in Aracoeli va passar a ser l'església del poble i de les institucions civils.
Fou aquí que el 1341 el poeta Petrarca va ser homenatjat. El 1571 es va celebrar el triomf de Marco Antonio Colonna, comandant de la Lliga Catòlica contra els Turcs (hi ha pintures al sostre que recorden la batalla de Lepant). Aquí es canta cada cap d'any, un Te Deum oferit pel poble romà en acció de gràcies. També en aquesta basílica es feia la celebració d'alguns cossos militars: la Guàrdia del Palau Papal, la Milícia Urbana, la Guàrdia Civil Escollida i la Guàrdia palatina d'honor (creada el 1850 per Pius IX).
Durant l'ocupació de Roma el 1797, els francesos es van imposar al turó Capitolí, van fer fora els frares franciscans i van malmetre la basílica, destruint els mosaics d'estil "cosmatesc". En l'època de la República Romana (1798-1799) va patir un incendi per part d'un grup anticlerical.
Amb la Unificació italiana la propietat va passar a l'estat, que va instal·lar a l'antic convent la caserna de comandament de la policia local.

## Llegendes
A l'església hi havia una figura de Jesús de Natzaret nen, que es deia estava feta amb la fusta d'un oliver de Getsemaní (Jerusalem) i que obrava miracles sanatoris. Aquesta figura va ser robada el 1994, però ha sigut substituïda per una còpia idèntica.

## El títol cardenalici
El títol cardinalici de Santa Maria in Ara Coeli, també conegut com a Santa Maria al Capitoli va ser erigit pel Papa Lleó X el 10 de juliol de 1517, quan, durant el consistori de l'1 de juliol, va augmentar significativament el nombre de cardenals. Deu anys més tard, amb el breu apostòlic Cum olim felicis recordationis del 17 d'abril de 1527, el Climent VII el va suprimir. No obstant això, el 1544 el papa Pau III el va readmetre de forma provisional i, el 4 de desembre de 1551, Juli III el readmeté en la seva forma final. L'església a la qual està vinculat el títol es regeix pel Frares Menors.

### Titulars
- Cristoforo Numai, O.F.M. (10 de juliol de 1517 - 23 de març de 1528 mort)
- Titolo soppresso (1527 - 1544)
- Francisco Mendoza de Bobadilla (4 de desembre de 1545 - 28 de febrer de 1550 nomenat cardenal prevere de San Giovanni a Porta Latina)
- Giovanni Michele Saraceni (4 de desembre de 1551 - 24 de març de 1557 nomenat cardenal prevere de Sant'Anastasia)
- Clemente d'Olera (o Dolera), O.F.M. (24 de març de 1557 - 6 de gener de 1568 mort)
- Alessandro Crivelli (o Cribelli) (20 de novembre de 1570 - 22 de desembre de 1574 mort)
- Alessandro Riario (3 de març de 1578 - 18 de juliol de 1585 mort)
- Giovanni Battista Castrucci (15 de gener de 1586 - 14 de febrer de 1592 nomenat cardenal prevere dei Santi Giovanni e Paolo)
- Francesco Maria Bourbon del Monte (14 de febrer de 1592 - 24 de gener de 1611 nomenat cardenal prevere de Santa Maria in Trastevere)
- Agostino Galamini, O.P. (14 de novembre de 1612 - 6 de setembre de 1639 mort)
- Ascanio Filomarino (10 de febrer de 1642 - 3 de novembre de 1666 mort)
- Carlo Roberti (18 de juliol de 1667 - 14 de febrer de 1673 mort)
- Giacomo Franzoni (27 de febrer de 1673 - 30 d'abril de 1685 nomenat cardenal prevere de Santa Maria della Pace)
- Giacomo de Angelis (30 de setembre de 1686 - 15 de setembre de 1695 mort)
- Giovanni Francesco Negroni (2 de gener de 1696 - 1 de gener de 1713 mort)
- Giovanni Battista Bussi (30 de novembre de 1713 - 23 de desembre de 1726 mort)
- Lorenzo Cozza, O.F.M. (20 de gener de 1727 - 19 de gener de 1729 mort)
- Alamanno Salviati (24 de juliol de 1730 - 24 de febrer de 1733 mort)
- Marcello Passari (2 d'octubre de 1733 - 25 de setembre de 1741 mort)
- Carlo Leopoldo Calcagnini (23 de setembre de 1743 - 27 d'agost de 1746 mort)
- Carlo Rezzonico (15 de maig de 1747 - 17 de febrer de 1755 nomenat cardenal prevere de San Marco)
- Luigi Mattei (5 d'abril de 1756 - 30 de gener de 1758 mort)
- Giovanni Teodoro di Baviera (12 de febrer de 1759 - 13 de juliol de 1761 nomenat cardenal prevere de San Lorenzo in Lucina)
- Baldassare Cenci (25 de gener de 1762 - 2 de març de 1763 mort)
- Niccolò Oddi, S.J. (1 de desembre de 1766 - 25 de maig de 1767 mort)
- Vitaliano Borromeo (19 de desembre de 1768 - 15 de desembre de 1783 nomenat cardenal prevere de Santa Prassede)
- Innocenzo Conti (15 de desembre de 1783 - 15 de novembre de 1785 mort)
- Alessandro Mattei (3 d'abril de 1786 - 2 d'abril de 1800 nomenat cardenal bisbe de Palestrina)
- Francesco Maria Locatelli (28 de març de 1803 - 13 de febrer de 1811 mort)
- Vacante (1811 - 1816)
- Giovanni Battista Quarantotti (23 de setembre de 1816 - 15 de setembre de 1820 mort)
- Fabrizio Turriozzi (16 de maig de 1823 - 9 de novembre de 1826 mort)
- Giacomo Filippo Fransoni (23 de juny de 1828 - 20 d'abril de 1856 nomenat cardenal prevere de San Lorenzo in Lucina)
- Francesco Gaude, O.P. (20 de desembre de 1855 - 21 de desembre de 1857 nomenat cardenal prevere de Santa Maria sopra Minerva)
- Giuseppe Milesi Pironi Ferretti (18 de març de 1858 - 21 de març de 1870 nomenat cardenal bisbe de Sabina)
- Vacante (1870 - 1874)
- Maximilian Joseph von Tarnóczy (4 de maig de 1874 - 4 d'abril de 1876 mort)
- Mieczysław Halka Ledóchowski (7 d'abril de 1876 - 30 de novembre de 1896 nomenat cardenal prevere de San Lorenzo in Lucina)
- Francesco Satolli (3 de desembre de 1896 - 22 de juny de 1903 nomenat cardenal bisbe de Frascati)
- Beniamino Cavicchioni (25 de juny de 1903 - 17 d'abril de 1911 mort)
- Diomede Angelo Raffaele Gennaro Falconio, O.F.M.Ref. (30 de novembre de 1911 - 25 de maig de 1914 nomenat cardenal bisbe de Velletri)
- Basilio Pompilj (28 de maig de 1914 - 22 de març de 1917 nomenat cardenal bisbe de Velletri)
- Filippo Camassei (18 de desembre de 1919 - 18 de gener de 1921 mort)
- Juan Benlloch y Vivó (16 de juny de 1921 - 14 de febrer de 1926 mort)
- Jozef-Ernest van Roey (23 de juny de 1927 - 6 d'agost de 1961 mort)
- Juan Landázuri Ricketts, O.F.M. (22 de març de 1962 - 16 de gener de 1997 mort)
- Salvatore De Giorgi, des del 21 de febrer de 1998